# 布鲁斯·卡顿
查尔斯·布鲁斯·卡顿（英語：Charles Bruce Catton；1899年10月9日—1978年8月28日），是美国的作家、历史学家，主要对南北战争进行研究。1954年，查尔斯·布鲁斯·卡顿'协助创办了《美国遗产杂志》并长期担任该杂志的高级编辑。1978年8月28日，卡顿病逝于美国密歇根州法蘭克福。

## 作品
- 《林肯先生的军队》（1951年）
- 《光荣之路》（1952年）
- 《沉寂的阿波麦托克斯》（1953年）
- 《这块神圣的土地》（1956年）
- 《格兰特将军南进记》（1960年）
- 《南北战争百年纪念》（1961–65年，3卷）
- 《格兰特将军执掌帅印》（1969年）
- 《密歇根二百年史》（1976年）
- 《宏伟大胆之梦：美国建国史（1492-1815年）》（1978年，与儿子威廉合写）
- 《南北战争反思》（1982年）